# Physcomitrium coorgense
Physcomitrium coorgense är en bladmossart som beskrevs av Brotherus 1899. Physcomitrium coorgense ingår i släktet huvmossor, och familjen Funariaceae. Inga underarter finns listade i Catalogue of Life.